# Amerikastudien (Zeitschrift)
Die Amerikastudien / American Studies ist eine international ausgerichtete wissenschaftliche Fachzeitschrift, die im Auftrag der Deutschen Gesellschaft für Amerikastudien von Carmen Birkle (Philipps-Universität Marburg) und Birgit Däwes (Europa-Universität Flensburg) herausgegeben wird.

## Erscheinungsverlauf
In ihrer inzwischen über 60-jährigen Geschichte hat die Zeitschrift mehrmals den Verlag, ihre Erscheinungsweise und ihren Titel gewechselt. Sie wurde erstmals 1956 als Jahrbuch für Amerikastudien im Universitätsverlag Winter in Heidelberg veröffentlicht.
Mit dem Band 19 (1974) wechselte sie zum Verlag Metzler nach Stuttgart und erschien nun als Halbjahresschrift unter dem Titel Amerikastudien mit dem englischen Paralleltitel American Studies.
Mit dem Band 25 (1980) wurde auf das bis heute gültige vierteljährliche Erscheinen umgestellt. 1982 wechselte die Zeitschrift zum Wilhelm Fink Verlag in München. Seit dem Band 42 (1997) erscheint sie wieder bei Winter in Heidelberg. Seit Heft 64.1 (2019) ist sie eine Open-Access-Zeitschrift.

## Herausgeberinnen und Herausgeber
Im ersten Band wurde noch Walther Fischer als einziger Herausgeber genannt. Seit dem zweiten Band wird die Zeitschrift jedoch von einem mehrköpfigen Herausgeberkreis verantwortet, in dem es naturgemäß zu zahlreichen Veränderungen gekommen ist.
Seit Band 64 (Jahrgang 2019) wird die Zeitschrift unter der Führung von Carmen Birkle und Birgit Däwes herausgegeben. Zuvor hatte es immer einen Hauptherausgeber gegeben.
- Band 1–4 (1956–1959): Walther Fischer (Marburg)
- Band 5–9 (1960–1964): Hans-Joachim Lang (Tübingen)
- Band 10–17 (1965–1972): Ursula Brumm (Berlin)
- Band 18–26 (1973–1981): Martin Christadler (Frankfurt am Main)
- Band 27–35 (1982–1990): Gerhard Hoffmann (Würzburg)
- Band 36–47 (1991–2002): Alfred Hornung (Mainz)
- Band 48.1–56.1 (2003–2011): Udo J. Hebel (Regensburg)
- seit Band 56.2 (seit 2011): Oliver Scheiding (Mainz)
- seit Band 64.1 (seit 2019): Carmen Birkle (Marburg) und Birgit Däwes (Flensburg)

## Inhalt und Zielsetzung
Die Zeitschrift versteht sich als amerikanistisches Fachorgan. Inhaltlich überwiegen die literatur- und kulturwissenschaftlichen Beiträge, jedoch ist zunehmend auch eine Einbeziehung historischer, sozial- und politikwissenschaftlicher sowie pädagogischer Beiträge angestrebt, was insbesondere durch Themenhefte gewährleistet wird, die sich inzwischen mit den normalen Heften abwechseln.
Neben Fachaufsätzen veröffentlicht die Zeitschrift Buchbesprechungen; längere Arbeiten werden in einer seit 1957 erscheinenden Schriftenreihe veröffentlicht – anfangs als Beihefte zum Jahrbuch für Amerikastudien, inzwischen unter dem Titel American Studies: A Monograph Series.
Die Beiträge erscheinen grundsätzlich in englischer Sprache, in Ausnahmefällen auch in deutscher Sprache.
Auf der 65. Jahrestagung der Deutschen Gesellschaft für Amerikastudien im Jahr 2018 wurde von den Mitgliedern der Gesellschaft beschlossen, dass die Zeitschrift zukünftig frei zugänglich veröffentlicht werden solle. Seit Ausgabe 64.1 (2019) werden alle Beiträge der Zeitschrift sowohl in Print als auch im Open Access Format publiziert.